# Yoshihiro Akiyama
Yoshihiro Akiyama (nacido como Choo Sung-Hoon; Osaka, 29 de julio de 1975) es un artista marcial mixto y judoca japonés que actualmente compite en la categoría de peso wélter de ONE Championship.

## Carrera en judo
Akiyama ganó una medalla de oro en los Juegos Asiáticos de 2002, y una medalla de oro en el Campeonato Asiático de Judo de 2001.

### Palmarés internacional
| Representando a Corea del Sur |                       |                |           |
| Campeonato Asiático           |                       |                |           |
| Año                           | Lugar                 | Medalla        | Categoría |
| 2001                          | Ulán Bator (Mongolia) | Medalla de oro | –81 kg    |
| Representando a Japón         |                       |                |           |
| Juegos Asiáticos              |                       |                |           |
| Año                           | Lugar                 | Medalla        | Categoría |
| 2002                          | Busan (Corea del Sur) | Medalla de oro | –81 kg    |

## Carrera de artes marciales mixtas

### Ultimate Fighting Championship
Akiyama debutó en UFC el 11 de julio de 2009, en UFC 100 contra Alan Belcher. Akiyama ganó la pelea por decisión dividida. Tras el evento, ambos peleadores ganaron el premio a la Pelea de la Noche.
Akiyama enfrentó a Chris Leben el 3 de julio de 2010, en UFC 116. Leben sometió a Akiyama en la tercera ronda con un triángulo. Tras el evento, ambos peleadores ganaron el premio a la Pelea de la Noche.
Akiyama enfrentó a Michael Bisping el 16 de octubre de 2010, en UFC 120. Bisping derrotó a Akiyama por decisión unánime.
Akiyama enfrentó a Vitor Belfort el 6 de agosto de 2011, en UFC 133. Akiyama perdió la pelea por nocaut en la primera ronda. Tras tres derrotas consecutivas, Akiyama decidió bajar al peso wélter.

#### Bajada al peso wélter
Akiyama enfrentó a Jake Shields en UFC 144 en lo que sería su debut en peso wélter. Shields derrotó a Akiyama por decisión unánime.
Tras más de dos años fuera del deporte por lesión, Akiyama volvió para enfrentar a Amir Sadollah el 20 de septiembre de 2014 en UFC Fight Night 52. Akiyama ganó la pelea por decisión unánime.
Akiyama enfrentó a Alberto Mina el 28 de noviembre de 2015, en UFC Fight Night 79. Akiyama perdió la pelea por decisión dividida.

### ONE Championship
Akiyama anunció que había firmado un contrato con ONE Championship en noviembre de 2018. Akiyama enfrentó a Agilan Thani en la coestelar de ONE Championship: Legendary Quest el 20 de junio de 2019. Perdió la pelea por decisión unánime.
Akiyama enfrentó a Sherif Mohamed el 28 de febrero de 2020, en ONE Championship 109: King of the Jungle. Akiyama ganó la pelea por KO en el primer asalto, siendo su primera victoria por golpes en casi 13 años.
Akiyama enfrentó a Shinya Aoki el 26 de marzo de 2022, en ONE: X. Luego de ser dominado por la mayor parte del primer asalti, y casi ser sometido, Akiyama ganó la pelea por TKO en el segundo asalt. Akiyama anunció que planeaba pelear hasta los 50.
Akiyama enfrentó al campeón mundial de kickboxing Nieky Holzken en una pelea de reglas especiales el 28 de enero de 2024, en ONE 165. El primer asalto será bajo reglas de boxeo, el segundo de Muay Thai, y el tercero de MMA. Perdió la pelea por TKO en el primer asalto.

## Vida personal
En marzo de 2009, Akiyama se casó con una famosa modelo japonesa, Shiho Yano, (conocida como SHIHO en Japón), con quien había estado saliendo desde enero de 2007. La pareja tuvo una hija llamada Sa-rang en octubre de 2011.
Menciona al campeón de boxeo de peso pesado Mike Tyson como su héroe y tiene un título universitario en Comercio.
Akiyama se encuentra en estos momentos en un programa de variedad surcoreano llamado The Return of Superman, donde participa con su hija Sa-rang.

## Campeonatos y logros
- HERO'S
  - Campeón del Grand Prix de Peso Semipesado (2006)

- Ultimate Fighting Championship
  - Pelea de la Noche (Tres veces)
- ONE Championship
  - Actuación de la Noche (Una vez) vs. Shinya Aoki

- HOV-MMA.com
  - Pelea del Año (2010) vs. Chris Leben en UFC 116

## Récord en artes marciales mixtas
| Récord profesional | Récord profesional | Récord profesional |
| 25 peleas          | 16 victorias       | 7 derrota          |
| ------------------ | ------------------ | ------------------ |
| Nocaut             | 7                  | 2                  |
| Sumisión           | 7                  | 1                  |
| Decisión           | 2                  | 4                  |
| Sin resultado      | 2                  | 2                  |

| Resultado     | Récord   | Oponente           | Método                    | Evento                                  | Fecha                    | Ronda | Tiempo | Localización            | Notas                                                                                                 |
| ------------- | -------- | ------------------ | ------------------------- | --------------------------------------- | ------------------------ | ----- | ------ | ----------------------- | --- |
| Victoria      | 16–7 (2) | Shinya Aoki        | TKO (golpes)              | ONE: X                                  | 26 de marzo de 2022      | 2     | 1:50   | Kallang                 | Actuación de la Noche.                                                                                |
| Victoria      | 15–7 (2) | Sherif Mohamed     | KO (puñetazo)             | ONE: King of the Jungle                 | 28 de febrero de 2020    | 1     | 3:04   | Kallang                 | |
| Derrota       | 14–7 (2) | Agilan Thani       | Decisión (unánime)        | ONE: Legendary Quest                    | 15 de junio de 2019      | 3     | 5:00   | Shanghái                | |
| Derrota       | 14–6 (2) | Alberto Mina       | Decisión (dividida)       | UFC Fight Night: Henderson vs. Masvidal | 28 de noviembre de 2015  | 3     | 5:00   | Seúl                    | |
| Victoria      | 14–5 (2) | Amir Sadollah      | Decisión (unánime)        | UFC Fight Night: Hunt vs. Nelson        | 20 de septiembre de 2014 | 3     | 5:00   | Saitama                 | |
| Derrota       | 13–5 (2) | Jake Shields       | Decisión (unánime)        | UFC 144                                 | 26 de febrero de 2012    | 3     | 5:00   | Saitama                 | Debut en peso wélter.                                                                                 |
| Derrota       | 13–4 (2) | Vitor Belfort      | KO (golpes)               | UFC 133                                 | 6 de agosto de 2011      | 1     | 1:52   | Filadelfia, Pensilvania | |
| Derrota       | 13–3 (2) | Michael Bisping    | Decisión (unánime)        | UFC 120                                 | 16 de octubre de 2010    | 3     | 5:00   | Londres                 | Pelea de la Noche.                                                                                    |
| Derrota       | 13–2 (2) | Chris Leben        | Sumisión (triangle choke) | UFC 116                                 | 3 de julio de 2010       | 3     | 4:40   | Las Vegas, Nevada       | Pelea de la Noche.                                                                                    |
| Victoria      | 13–1 (2) | Alan Belcher       | Decisión (dividida)       | UFC 100                                 | 11 de julio de 2009      | 3     | 5:00   | Las Vegas, Nevada       | Pelea de la Noche.                                                                                    |
| Victoria      | 12–1 (2) | Masanori Tonooka   | Sumisión (armbar)         | DREAM 6                                 | 23 de septiembre de 2008 | 1     | 6:26   | Saitama                 | |
| Victoria      | 11–1 (2) | Katsuyori Shibata  | Sumisión (ezekiel choke)  | DREAM 5                                 | 21 de julio de 2008      | 1     | 6:34   | Osaka                   | |
| Sin resultado | 10–1 (2) | Kazuo Misaki       | Sin resultado             | Yarennoka!                              | 31 de diciembre de 2007  | 1     | 7:48   | Saitama                 | Originalmente victoria por KO para Misaki; posteriormente la patada a la cabeza fue declarada ilegal. |
| Victoria      | 10–1 (1) | Denis Kang         | KO (golpe)                | Hero's 2007 in Korea                    | 28 de octubre de 2007    | 1     | 4:45   | Seúl                    | |
| Sin resultado | 9–1 (1)  | Kazushi Sakuraba   | Sin resultado             | K-1 Premium 2006 Dynamite!!             | 31 de diciembre de 2006  | 1     | 5:37   | Osaka                   | Originalmente victoria por TKO para Akiyama.                                                          |
| Victoria      | 9–1      | Melvin Manhoef     | Sumisión (armbar)         | Hero's 7                                | 9 de octubre de 2006     | 1     | 1:58   | Yokohama                | GP Hero's 2006 de Peso Semipesado (final).                                                            |
| Victoria      | 8–1      | Kęstutis Smirnovas | TKO (golpes)              | Hero's 7                                | 9 de octubre de 2006     | 1     | 3:01   | Yokohama                | GP Hero's 2006 de Peso Semipesado (semifinal).                                                        |
| Victoria      | 7–1      | Taiei Kin          | Sumisión técnica (armbar) | Hero's 6                                | 5 de agosto de 2006      | 1     | 2:01   | Tokio                   | GP Hero's 2006 de Peso Semipesado (cuartos de final).                                                 |
| Victoria      | 6–1      | Katsuhiko Nagata   | KO (patada con giro)      | Hero's 5                                | 3 de mayo de 2006        | 1     | 2:25   | Tokio                   | |
| Victoria      | 5–1      | Tokimitsu Ishizawa | Sumisión (ezekiel choke)  | Hero's 4                                | 15 de marzo de 2006      | 2     | 1:41   | Tokio                   | |
| Victoria      | 4–1      | Masakatsu Okuda    | KO (slam y golpes)        | Hero's 2005 in Seoul                    | 5 de noviembre de 2005   | 1     | 3:31   | Seúl                    | |
| Victoria      | 3–1      | Michael Lerma      | TKO (golpes)              | K-1: World MAX 2005                     | 12 de octubre de 2005    | 1     | 2:47   | Tokio                   | |
| Victoria      | 2–1      | Carl Toomey        | Sumisión (armbar)         | Hero's 2                                | 6 de julio de 2005       | 1     | 0:59   | Tokio                   | |
| Derrota       | 1–1      | Jérôme Le Banner   | KO (rodillazos)           | Hero's 1                                | 26 de marzo de 2005      | 1     | 2:24   | Saitama                 | |
| Victoria      | 1–0      | Francois Botha     | Sumisión (armbar)         | K-1 Premium 2004 Dynamite!!             | 31 de diciembre de 2004  | 1     | 1:54   | Osaka                   | |

## Filmografía

### Apariciones en programas de variedades
| Año  | Título                                                               | Canal   | Notas               |
| ---- | -------------------------------------------------------------------- | ------- | ------------------- |
| 2023 | Physical: 100                                                        | Netflix |                     |
| 2014 | Law of the Jungle in Borneo: the Hunger Games: 100th Episode Special | SBS     | Episodios 100-102   |
| 2013 | Running Man                                                          | SBS     | Episodios 131 y 150 |
| 2013 | Law of the Jungle in Amazon/Galapagos                                | SBS     | Episodios 41-50     |
| 2012 | Good Sunday - Kim Byung-man's Law of the Jungle in Vanuatu           | SBS     | Episodios 13-22     |